# Old Bridge (CDP, New Jersey)
Old Bridge est une census-designated place située dans le comté de Middlesex, dans l’État du New Jersey, aux États-Unis. Lors du recensement de 2020, elle compte 27 210 habitants.